# Чета на Панайот Хитов
Четата на Панайот Хитов е българска доброволческа чета, създадена през май 1876 г. в Сърбия, която взема участие в Сръбско-турската война от 1876 г. През тримесечната си дейност (юни – август) тя участва в редица боеве с турската армия и башибозушки отряди и дава немалко жертви.
Начело на четата е Панайот Хитов, помощник-войвода е Жельо Христов Чернев от село Карапча, Ямболско. Знаменосец на четата е хаджи Димитър Рашев от Русе, а адютант на четата е Панчо Досев.
Четата наброява около 480 доброволци (поименно са издирени 414), а след преминаването ѝ през Чипровския край броят им нараства до 700 души.
Четата потегля на 6 юни от Кладово, минава през Бърза Паланка и Неготин, на 10 юни пристига в Зайчар. На 20 юни тръгва към Вратарница. След навлизането ѝ в турската територия води редица сражения. При неколкочасов бой около Чипровци загиват няколко четници. На 22 и 23 юни при Кадъ боаз води бой с турците;успява да слезе от Балкана до с. Салаш, но бива отблъсната. До 28 юни е на позиции до Кадъ боаз, след това през Нови хан се връща на сръбска територия в Княжевац. На 30 юни сръбското командване я изпраща на границата. На 2 юли тя заема позиция на старопланинския връх Бабина глава, на следващия ден заема с. Мали извор. С още две български чети тръгва по билото на планината и на 8 юли заедно навлизат в Чипровци, заемат и с. Митровци и манастира „Св. Иван“. След турски натиск се оттеглят. По нареждане на сръбското командване се връща в Княжевац, където заедно със сръбски части на 22 и 23 юли участва в битки; разбити са и се оттеглят. Следват боеве на четата близо до Княжевац (27– 28 юли) и при манастира „Св. Архангел“ (1 – 2 август), а от 13 до 23 август около манастира „Св. Стефан“.
На 26 август четата пристига по заповед в Делиград, където е разпуснат. Повечето от участниците в нея се включват в създаващите се батальони на доброволческата Руско-българска бригада.